# Serenus Sammonicus
Serenus Sammonicus († wohl 211) war ein römischer Gelehrter, Mentor von Geta und Caracalla sowie Autor verlorener Werke.
Er war „ein Mann der Bücher in einer archaischen Welt“ und „ein würdiger Nachfolger von Fronto und Aulus Gellius, deren sozialer Status eng verbunden war mit der vorherrschenden Leidenschaft für Grammatik und der Beherrschung antiker Lehren.“ Macrobius gemäß, der Werke des Serenus für seine Saturnalia verwertete, war er „der belesenste Mann seiner Zeit“. Serenus besaß eine Bibliothek mit 60.000 Bänden.
Sein Werk Res reconditae wurde in zumindest fünf antiken Büchern erwähnt, ist jedoch nur noch in diesen Zitaten erhalten. 
Der Historia Augusta zufolge wurde der populäre Gelehrte im Dezember 211 zusammen mit anderen Freunden von Geta, bei einem Abendessen ermordet, zu dem er von Caracalla eingeladen wurde, kurze Zeit nachdem dieser seinen Bruder ermorden ließ.
Serenus Sammonicus wurde früher zu Unrecht mit Quintus Serenus, dem Verfasser eines Liber medicinalis, gleichgesetzt.